# Vatianjärvi
Vatianjärvi eller Vatiajärvi är en sjö i Finland. Den ligger i kommunen Laukas i landskapet Mellersta Finland, i den centrala delen av landet, 260 km norr om huvudstaden Helsingfors. Vatianjärvi ligger 89 meter över havet. Den är 27,8 meter djup. Arean är 6,12 kvadratkilometer och strandlinjen är 26,56 kilometer lång. Sjön  ingår i Kymmene älvs huvudavrinningsområde.   I omgivningarna runt Vatianjärvi växer i huvudsak blandskog. Den sträcker sig 7,9 kilometer i nord-sydlig riktning, och 5,3 kilometer i öst-västlig riktning.
I övrigt finns följande i Vatianjärvi:
- Sammalissaari (en ö)
- Mörkösaari (en ö)
- Heinäsaari (en ö)